# Ribonukleaza T1
Ribonukleaza T1 (EC 3.1.27.3, guaniloribonukleaza, Aspergillus oryzae ribonukleaza, RNaza N1, RNaza N2, ribonukleaza N3, ribonukleaza U1, ribonukleaza F1, ribonukleaza Ch, ribonukleaza PP1, ribonukleaza SA, RNaza F1, ribonukleaza C2, binaza, RNaza Sa, guanil-specifična RNaza, RNaza G, RNaza T1, ribonukleaza guaninnukleotido-2'-transferaza (ciklizacija), ribonukleaza N3, ribonukleaza N1) je enzim. Ovaj enzim katalizuje sledeću hemijsku reakciju
Dvostepeno  endonukleolitičko razlaganje do nukleozid 3'-fosfata i 3'-fosfooligonukleotida koji se završavaju sa Gp uz 2',3'-ciklično fosfatne intermedijere
Ovaj enzim je ranije bio klasifikovan kao EC 2.7.7.26 i EC 3.1.4.8.

## Literatura
- Nicholas C. Price; Lewis Stevens (1999). Fundamentals of Enzymology: The Cell and Molecular Biology of Catalytic Proteins (Third изд.). USA: Oxford University Press. ISBN 019850229X.
- Eric J. Toone (2006). Advances in Enzymology and Related Areas of Molecular Biology, Protein Evolution (Volume 75 изд.). Wiley-Interscience. ISBN 0471205036.
- Branden C; Tooze J. Introduction to Protein Structure. New York, NY: Garland Publishing. ISBN 0-8153-2305-0.
- Irwin H. Segel. Enzyme Kinetics: Behavior and Analysis of Rapid Equilibrium and Steady-State Enzyme Systems (Book 44 изд.). Wiley Classics Library. ISBN 0471303097.
- William P. Jencks (1987). Catalysis in Chemistry and Enzymology. Dover Publications. ISBN 0486654605.

## Spoljašnje veze
- Ribonuclease+T1 на 